# ユア・オンリー・ロンリー (アルバム)
『ユア・オンリー・ロンリー』(You're Only Lonely) は、アメリカ合衆国のシンガーソングライターであるJ.D.サウザーが1979年にリリースした、3枚目のアルバム。
タイトル曲の「ユア・オンリー・ロンリー」のシングルは、『ビルボード』誌のアダルト・コンテンポラリー・チャートの首位に達した。「ホワイト・リズム&ブルース (White Rhythm & Blues)」は、後にリンダ・ロンシュタットがアルバム『ミス・アメリカ (Living in the USA)』でカバーした。1992年には、ジョージ・ストレイトが「ラスト・イン・ラヴ (The Last in Love)」をカバーして、映画『ピュア・カントリー (Pure Country)』のサウンドトラックに提供した。

## 評価
| 専門評論家によるレビュー | 専門評論家によるレビュー |
| レビュー・スコア         | レビュー・スコア         |
| 出典                     | 評価                     |
| ------------------------ | ------------------------ |
| AllMusic                 | [ 4 ]                    |

『ニューヨーク・タイムズ』紙は、「サウザーの抱える問題は、少なくともフォーク・ロックの文脈の中での録音として、この声が単純にさして面白くないということである。(Souther's trouble is that his voice simply isn't very interesting, at least in a folk-rock context on recording.)」と結論づけた。
オールミュージックにおける、回顧的なレビューにおいて、評論家のウィリアム・ルヒマン (William Ruhlmann) は、「ホワイト・リズム&ブルース」を称賛し、サウザー・ヒルマン・フューレイ・バンドの曲である「トラブル・イン・パラダイス (Trouble in Paradise)」のソロ・バージョンも誉めた。

## トラックリスト
| #  | タイトル                                                                 | 作詞・作曲                                                                                               | 時間 |
| -- | ------------------------------------------------------------------------ | --- | ---- |
| 1. | 「ユア・オンリー・ロンリー / You're Only Lonely」                        | | 3:48 |
| 2. | 「イフ・ユー・ドント・ウォント・マイ・ラヴ / If You Don't Want My Love」 | | 4:22 |
| 3. | 「ラスト・イン・ラヴ / The Last in Love」                                | グレン・フライ、サウザー                                                                                 | 3:40 |
| 4. | 「ホワイト・リズム&ブルース / White Rhythm and Blues」                   | | 4:39 |
| 5. | 「ティル・ザ・バーズ・バーン・ダウン / 'Til the Bars Burn Down」         | フライ、サウザー                                                                                         | 4:42 |
| 6. | 「ザ・ムーン・ジャスト・ターンド・ブルー / The Moon Just Turned Blue」   | | 2:08 |
| 7. | 「ソングス・オブ・ラヴ / Songs of Love」                                 | | 4:18 |
| 8. | 「フィフティーン・バックス / Fifteen Bucks」                             | ケニー・エドワーズ、ドン・グロルニック、ダニー・コーチマー、リック・マロッタ、サウザー、ワディ・ワクテル | 3:24 |
| 9. | 「トラブル・イン・パラダイス / Trouble in Paradise」                     | | 4:26 |

## パーソネル
- J.D.サウザー – ボーカル、ギター
- デイヴィッド・サンボーン – アルト・サクソフォーン
- トム・スコット – テナー・サクソフォーン
- グレン・フライ – ギター
- ドン・フェルダー – リズム・ギター
- ダニー・コーチマー – ギター
- ワディ・ワクテル – ギター、ハーモニー・ボーカル
- フレッド・タケット（英語版） – アコースティック・ギター
- ダン・ダグモア – スティール・ギター
- ケニー・エドワーズ – ベース・ギター、ハーモニー・ボーカル
- ドン・グロルニック – ピアノ
- ジャイ・ウィンディング (Jai Winding) – オルガン
- ジョン・セバスチャン（英語版） – ハーモニカ
- ジャクソン・ブラウン – 「ユア・オンリー・ロンリー」のボーカル
- ホルヘ・カルデロン（英語版） – ボーカル、ハーモニー・ボーカル
- フィル・エヴァリー – 「ホワイト・リズム&ブルース」と「ユア・オンリー・ロンリー」のハーモニー・ボーカル
- ドン・ヘンリー – ボーカル
- マイク・ボッツ – ドラムス
- リック・マロッタ – ドラムス

## プロダクション
- プロデューサー：J.D.サウザー
- エンジニア：Loyd Clifft, Lee Herschberg
- ディレクター：アーヴィング・アゾフ（英語版）
- アート・ディレクション：ジミー・ワッチェル（英語版）
- 写真：Jim Shea

## チャート
| チャート（1979年）                            | 最高位 |
| --------------------------------------------- | ------ |
| オーストラリア ケント・ミュージック・レポート | 65     |
| アメリカ合衆国 ビルボード Top LPs & Tape      | 41     |